# Maria Arredondo
 (février 2019).
Si vous disposez d'ouvrages ou d'articles de référence ou si vous connaissez des sites web de qualité traitant du thème abordé ici, merci de compléter l'article en donnant les références utiles à sa vérifiabilité et en les liant à la section « Notes et références ».
Maria Arredondo, née le 6 juillet 1985 à  Vennesla, est une chanteuse norvégienne. Son nom de famille, Arredondo, est le nom de son beau-père chilien. Elle a sorti six albums de musique et douze singles.

## Biographie
Maria Arredondo a commencé jeune. À 14 ans, elle passe un contrat avec l'agence artistique scandinave Artist Management, puis avec le label Universal Music en 2000. Elle a collaboré avec Christian Ingebrigtsen, Hanne Sørvaag, Espen Lind et Jon Lord (Deep Purple).
Elle a joué dans Sound of Music à Edderkoppen, à Oslo. Sa première performance a eu lieu le 3 septembre 2008 et a reçu de bonnes critiques. Maria est louée pour sa voix claire et son utilisation du dialecte. 
Elle participe au Grand Prix Melodi 2010 pour la sélection de l'Eurovision avec la chanson The touch écrite par Rolf Løvland. Elle remporte la demi-finale norvégienne à Bodø le 16 janvier. Elle est éliminée au premier tour de la finale. En février 2011, elle participe au dîner 4 étoiles de l'émission TVNorge. La même année, elle entame une collaboration musicale avec Torstein Sødal pour des concerts de Noël.
Entre 2010 et 2015, Maria travaille à temps partiel pour l'église de Heggedal, à Asker. En 2013, elle revient vivre dans sa région natale. Elle publie son premier album en norvégien, Heime nå, réalisé en collaboration avec Martin Halla. En 2014, elle participe à l'émission Le sexe fort diffusée sur la chaîne TV 2.
En 2015, elle épouse Torstein Sødal.